# William Wallace Lincoln
William Lincoln (Springfield, 21 dicembre 1850 – Washington, 20 febbraio 1862), all'anagrafe William Wallace Lincoln, detto "Willie", è stato il terzo e penultimo figlio di Abraham e Mary Todd Lincoln, così battezzato in onore del cognato di sua madre, il dottor William Wallace.

## Gli anni a Springfield
Durante gli anni trascorsi a Springfield, Willie e suo fratello minore, Thomas detto "Tad", erano conosciuti come bambini particolarmente irrequieti; diversi aneddoti raccontati da William Herndon, socio dello studio legale di loro padre, parlano di come essi letteralmente rivoltassero l'ufficio, gettando per terra libri e documenti, mentre il padre sembrava tollerare tale comportamento.

## Gli anni alla Casa Bianca
Dopo l'elezione del padre a Presidente, sia Willie che Tad si trasferirono alla Casa Bianca, che divenne la loro nuova casa nonché il nuovo teatro dei loro scherzi. Come richiesto dalla signora Lincoln, Julia Taft, un'amica di famiglia, portò alla Casa Bianca i suoi due giovani fratelli, il quattordicenne "Bud" (Horatio Nelson Taft Jr., 1847—1915) e il dodicenne "Holly" (Halsey Cook Taft, 1849—1897), perché stringessero amicizia con i due giovani Lincoln, ancora senza amici nella capitale.

## Malattia e morte
Nel febbraio 1862, i due fratelli Lincoln contrassero la febbre tifoide. Mentre Tad non versava in condizioni troppo negative, apparve chiaro sin da subito come Willie fosse in condizioni ben più gravi con uno stato di salute altalenante nel susseguirsi dei giorni. La causa più probabile della malattia fu probabilmente il consumo di acqua o cibo contaminati. Al tempo la Casa Bianca attingeva la propria acqua dal fiume Potomac, lungo le cui rive erano accampati migliaia di soldati e di cavalli, e probabilmente da qui derivò la febbre tifoide che colpì il bambino.
Lo stato di salute di Willie peggiorò gradualmente finché giovedì 20 febbraio 1862 alle 17:00, il piccolo Lincoln morì sotto gli occhi dei genitori. Le parole di Abraham Lincoln al riguardo furono: "My poor boy. He was too good for this earth. God has called him home. I know that he is much better off in heaven, but then we loved him so much. It is hard, hard to have him die!"
Entrambi i genitori rimasero profondamente addolorati dalla morte del giovane figlio, testimoni raccontano come ancora molto tempo dopo la sepoltura di Willie, il Presidente fosse solito chiudersi in una stanza così da poter piangere da solo, preoccupandosi molto anche della salute del figlio minore, Thomas, rimasto distrutto dalla morte del fratello maggiore. La reazione della madre di Willie fu ancora peggiore di quella del padre, Mary Lincoln rimase infatti a letto per tre settimane dopo la morte del figlio, talmente debole da non poter nemmeno assistere ai suoi funerali o occuparsi del piccolo Thomas e da richiedere l'assunzione di un'infermiera che si prendesse cura di lei per diversi mesi a venire.
Willie fu inumato presso il cimitero di Oak Hill a Georgetown. Dopo l'assassinio di Abraham Lincoln nel 1865, la bara di Willie su spostata presso il cimitero di Oak Ridge, a Springfield, in Illinois, dapprima in una tomba temporanea e poi, il 19 settembre 1871, in una tomba di stato, la tomba dei Lincoln, accanto a quella del padre e di suo fratello Eddie.

## Nella finzione
Willie è il protagonista del romanzo Lincoln nel Bardo dello scrittore americano George Saunders. Il romanzo ha luogo durante e dopo la morte di Willie analizzando i sentimenti del Presidente dopo la morte del figlio. La maggior parte della narrazione è ambientata nel bardo, uno spazio intermedio tra la vita e la rinascita, e si svolge nello spazio di una sola sera. Acclamato dalla critica, il romanzo ha vinto nel 2017 il Man Booker Prize.